# Kansas Turnpike

Carte de la Kansas Turnpike

La Kansas Turnpike est une autoroute à péage de 380 km de longueur située dans l'État américain du Kansas. Reliant la frontière sud à la frontière est de l'État, elle traverse plusieurs grandes villes du Kansas telles que Wichita, Topeka, Lawrence et Kansas City. Elle appartient à la Kansas Turnpike Autority (KTA), dont le siège se situe dans la ville de Wichita.